# Albania ai XX Giochi olimpici invernali
L'Albania ha partecipato ai XX Giochi olimpici invernali di Torino, svoltisi dall'11 al 26 febbraio 2006, rappresentata da un solo atleta, il quale è anche stato il portabandiera della nazione balcanica. È stata la prima partecipazione di questo Paese ad un'Olimpiade invernale.

## Sci alpino
- Erjon Tola

### Risultati
| Atleta     | Competizione             | Risultati finali | Risultati finali | Risultati finali | Risultati finali | Risultati finali |
| Atleta     | Competizione             | 1° manche        | 2° manche        | 3° manche        | Totale           | Pos.             |
| ---------- | ------------------------ | ---------------- | ---------------- | ---------------- | ---------------- | ---------------- |
| Erjon Tola | Super-G maschile         | n/a              | n/a              | n/a              | 1:44.27          | 56               |
| Erjon Tola | Slalom Gigante maschile  | 1:30.87          | 1:32.02          | n/a              | 3:02.89          | 35               |
| Erjon Tola | Slalom Speciale maschile | DNF              | DNF              | DNF              | DNF              | DNF              |